# Копшивница
Копшивница (пол. Koprzywnica) — город в Польше, входит в Свентокшиское воеводство, Сандомирский повят. Имеет статус городско-сельской гмины. Занимает площадь 17,9 км². Население — 2546 человек (на 2004 год).

## Достопримечательности
- Костёл святого Флориана.